# Surçina
Surçina (albanska: Surçina, serbiska: Svrčina) är en by i Kosovo. Den ligger i kommunen Ferizaj. Enligt den senaste folkräkningen år 2011 fanns det 222 invånare.

## Demografi
| Demografi | 2011 |
| --------- | ---- |
| albaner   | 222  |